# Jemenitische Sozialistische Partei
Die Jemenitische Sozialistische Partei (arabisch الحزب الاشتراكي اليمني al-Ḥizb al-Ištirākī al-Yamanī, englisch Yemeni Socialist Party, Abkürzung YSP; oft auch die Sozialisten genannt) ist eine politische Partei im Jemen.
Sie war vor der Wiedervereinigung des Jemen die allein herrschende Partei in der Demokratischen Volksrepublik Jemen.
Der derzeitige Parteivorsitzende ist Abdulraham Al-Saqqaf. Die YSP ist Vollmitglied der Sozialistischen Internationale.

## Politische Ausrichtung
Die Ideologie der YSM war früher, zu Zeiten des Einparteiensystems ein radikaler Marxismus verbunden mit einer engen Bindung an die Sowjetunion und den Ostblock. Heute ist die Partei gemäßigt sozialistisch mit sozialdemokratischen Tendenzen und kämpft friedlich für freie Wahlen, Gewaltenteilung und eine Reform des politischen Systems. Außerdem befürwortet sie den arabischen Sozialismus. Sie bildet zurzeit ein Oppositionsbündnis mit den sozialistischen Nasseristen, der nationalistischen Baath-Partei und den Islamisten (Islah-Partei).

## Geschichte
Die Jemenitische Sozialistische Partei war die frühere Einheitspartei in der Demokratischen Volksrepublik Jemen im Südjemen. Die Partei wurde im Jahre 1978 gegründet. 1986 kam es innerhalb der YSM wegen Auseinandersetzungen um die politische Öffnung des Landes zu einem zweiwöchigen Bürgerkrieg, bei dem der konservativ-kommunistische Staatschef Ali Nasir Muhammad gestürzt wurde.
In der heutigen Zeit jedoch ist die YSM eine Oppositionspartei in der 1990 mit der Jemenitischen Arabischen Republik (im Nordjemen) wiedervereinigten Republik Jemen. Am 28. Dezember 2002 wurde der zweitwichtigste Politiker der YSM, Dscharallah Umar, auf einem Parteitag getötet. Am 2. November 2005 wurde Ali as-Sa'awani zum Tode wegen der Ermordung von Dscharallah verurteilt. Kritisiert wurde, dass das Gericht im Interesse der Regierung keine Motive und Hintergründe der Tat thematisiert hat. Der Verurteilte gestand die Tat, er sah in Dscharallah den Architekten der Koalition der Sozialisten und der islamistischen Islah.

### Wahlen
In der Demokratischen Volksrepublik Jemen gewann die YSM jede Wahl. Die Parlamentswahlen im April 1997 wurde von der YSM boykottiert, da sie nach dem Bürgerkrieg im Jahre 1994 in der südjementischen Stammwählerschaft diskreditiert waren und sie aufgrund der Konfiszierung ihrer Immobilien und Konten nach Beendigung des Konflikts nicht über die für einen Wahlkampf nötigen Möglichkeiten verfügten. Als Folge davon erreichte die YSM bei der Parlamentswahl im April 2003 lediglich 3,8 % der Stimmen und bekam 8 von 301 Sitzen im Abgeordnetenhaus, dem Parlament. Bei den Präsidentschaftswahlen im Jahr 2006 stellte sie mit drei weiteren Oppositionsparteien einen gemeinsamen Präsidentschaftskandidaten auf, der jedoch dem Präsidenten Ali Abdullah Salih unterlag.

### Generalsekretäre
- Abd al-Fattah Ismail (1978–1980)
- Ali Nasir Muhammad (1980–1986)
- Ali Salim al-Beidh (1986–1994)
- Ali Saleh Obad (Moqbel) (1994–2005)
- Yasin Said Numan  (2005–2015)
- Abdulraham Al-Saqqaf (2015 bis heute)